# Allister Carter
Allister (Ali) Carter (ur. 25 lipca 1979 w Colchesterze) – snookerzysta angielski. Wicemistrz świata z roku 2008 i 2012. Karierę profesjonalisty rozpoczął w roku 1996. Plasuje się na 17. miejscu pod względem zdobytych setek w profesjonalnych turniejach, w sierpniu 2025 miał ich łącznie 447.

## Kariera
Doszedł do ćwierćfinału mistrzostw świata w 2007 i do finału mistrzostw w 2008 roku. W tym ostatnim przegrał w stosunku 18-8 z Ronnie O’Sullivanem, swoim partnerem sparingowym. Jego najwyższy break to 147, zdobyty podczas mistrzostw świata 2008 w meczu ćwierćfinałowym z Peterem Ebdonem. Do maja 2007 zarobił jako zawodowy gracz około 342 tysięcy funtów. Za wicemistrzostwo w mistrzostwach świata w snookerze zarobił 125 tysięcy funtów, a za breaka 147 – 78,5 tysiąca funtów. W sezonie 2008/09 wygrał Welsh Open, i jest to jego pierwsze zwycięstwo w turnieju oficjalnym od początku 13-letniej kariery. W 2010 roku jednak nie udało mu się obronić tego tytułu, choć doszedł do finału. Sezon 2010/2011 rozpoczął od zwycięstwa w pierwszym rankingowym turnieju tego sezonu – Shanghai Masters 2010.
W 2003 roku zdiagnozowano u niego chorobę Leśniowskiego.
Tuż przed Grand Prix 2009, 1 października 2009, urodził się pierwszy syn Cartera o imieniu Max.
Na początku lipca 2013 roku BBC podało, iż Carter cierpi na raka jąder. Pod koniec sierpnia wystąpił w pierwszym od operacji turnieju.
Pod koniec maja 2014 roku Światowa Organizacja Snookera poinformowała na swojej stronie, iż zdiagnozowano u Allistera raka płuc.
19 grudnia 2014 – jak sam poinformował przez media społecznościowe – Ali Carter znowu zwyciężył z nowotworem.
W 2017 roku zdobył srebrny medal podczas World Games 2017.

## Występy w turniejach w całej karierze

### Turnieje rankingowe
| Turniej                      | 1996/ 97      | 1997/ 98      | 1998/ 99      | 1999/ 00      | 2000/ 01      | 2001/ 02      | 2002/ 03      | 2003/ 04      | 2004/ 05      | 2005/ 06      | 2006/ 07      | 2007/ 08      | 2008/ 09      | 2009/ 10      | 2010/ 11      | 2011/ 12      | 2012/ 13      | 2013/ 14      | 2014/ 15      | 2015/ 16      | 2016/ 17      | 2017/ 18      | 2018/ 19      | 2019/ 20      | 2019/ 20      | 2020/ 21      | 2021/ 22      | 2022/ 23      | 2023/ 24      | 2024/ 25 | 2025/ 26 |
| ---------------------------- | ------------- | ------------- | ------------- | ------------- | ------------- | ------------- | ------------- | ------------- | ------------- | ------------- | ------------- | ------------- | ------------- | ------------- | ------------- | ------------- | ------------- | ------------- | ------------- | ------------- | ------------- | ------------- | ------------- | ------------- | ------------- | ------------- | ------------- | ------------- | ------------- | -------- | -------- |
| Ranking                      | [ ii ]        | [ iii ]       | [ ii ]        | 142           | 92            | 61            | 31            | 17            | 19            | 19            | 15            | 14            | 7             | 5             | 4             | 6             | 17            | 16            | 13            | 29            | 32            | 12            | 11            | 17            | 17            | 19            | 24            | 20            | 11            | 10       | 17       |
| Championship League          | nie rozegrano | nie rozegrano | nie rozegrano | nie rozegrano | nie rozegrano | nie rozegrano | nie rozegrano | nie rozegrano | nie rozegrano | nie rozegrano | nie rozegrano | nierankingowy | nierankingowy | nierankingowy | nierankingowy | nierankingowy | nierankingowy | nierankingowy | nierankingowy | nierankingowy | nierankingowy | nierankingowy | nierankingowy | nierankingowy | nierankingowy | RR            | 3R            | 2R            | RR            | W        | RR       |
| Saudi Arabia Snooker Masters | nie rozegrano | nie rozegrano | nie rozegrano | nie rozegrano | nie rozegrano | nie rozegrano | nie rozegrano | nie rozegrano | nie rozegrano | nie rozegrano | nie rozegrano | nie rozegrano | nie rozegrano | nie rozegrano | nie rozegrano | nie rozegrano | nie rozegrano | nie rozegrano | nie rozegrano | nie rozegrano | nie rozegrano | nie rozegrano | nie rozegrano | nie rozegrano | nie rozegrano | nie rozegrano | nie rozegrano | nie rozegrano | nie rozegrano | 5R       | QF       |
| Wuhan Open                   | nie rozegrano | nie rozegrano | nie rozegrano | nie rozegrano | nie rozegrano | nie rozegrano | nie rozegrano | nie rozegrano | nie rozegrano | nie rozegrano | nie rozegrano | nie rozegrano | nie rozegrano | nie rozegrano | nie rozegrano | nie rozegrano | nie rozegrano | nie rozegrano | nie rozegrano | nie rozegrano | nie rozegrano | nie rozegrano | nie rozegrano | nie rozegrano | nie rozegrano | nie rozegrano | nie rozegrano | nie rozegrano | F             | 3R       |          |
| English Open                 | nie rozegrano | nie rozegrano | nie rozegrano | nie rozegrano | nie rozegrano | nie rozegrano | nie rozegrano | nie rozegrano | nie rozegrano | nie rozegrano | nie rozegrano | nie rozegrano | nie rozegrano | nie rozegrano | nie rozegrano | nie rozegrano | nie rozegrano | nie rozegrano | nie rozegrano | nie rozegrano | 3R            | 2R            | QF            | 1R            | 1R            | 1R            | 1R            | QF            | 3R            | 2R       |          |
| British Open                 | LQ            | A             | LQ            | LQ            | LQ            | QF            | QF            | 1R            | 3R            | nie rozegrano | nie rozegrano | nie rozegrano | nie rozegrano | nie rozegrano | nie rozegrano | nie rozegrano | nie rozegrano | nie rozegrano | nie rozegrano | nie rozegrano | nie rozegrano | nie rozegrano | nie rozegrano | nie rozegrano | nie rozegrano | nie rozegrano | 4R            | LQ            | 3R            | LQ       |          |
| Xi'an Grand Prix             | nie rozegrano | nie rozegrano | nie rozegrano | nie rozegrano | nie rozegrano | nie rozegrano | nie rozegrano | nie rozegrano | nie rozegrano | nie rozegrano | nie rozegrano | nie rozegrano | nie rozegrano | nie rozegrano | nie rozegrano | nie rozegrano | nie rozegrano | nie rozegrano | nie rozegrano | nie rozegrano | nie rozegrano | nie rozegrano | nie rozegrano | nie rozegrano | nie rozegrano | nie rozegrano | nie rozegrano | nie rozegrano | nie rozegrano | LQ       |          |
| Northern Ireland Open        | nie rozegrano | nie rozegrano | nie rozegrano | nie rozegrano | nie rozegrano | nie rozegrano | nie rozegrano | nie rozegrano | nie rozegrano | nie rozegrano | nie rozegrano | nie rozegrano | nie rozegrano | nie rozegrano | nie rozegrano | nie rozegrano | nie rozegrano | nie rozegrano | nie rozegrano | nie rozegrano | WD            | 2R            | 4R            | 3R            | 3R            | SF            | 1R            | LQ            | A             | 1R       |          |
| International Championship   | nie rozegrano | nie rozegrano | nie rozegrano | nie rozegrano | nie rozegrano | nie rozegrano | nie rozegrano | nie rozegrano | nie rozegrano | nie rozegrano | nie rozegrano | nie rozegrano | nie rozegrano | nie rozegrano | nie rozegrano | nie rozegrano | 1R            | WD            | A             | 1R            | 3R            | QF            | QF            | 3R            | 3R            | nie rozegrano | nie rozegrano | nie rozegrano | QF            | 2R       |          |
| UK Championship              | LQ            | A             | LQ            | LQ            | LQ            | 2R            | 2R            | 3R            | QF            | QF            | 2R            | 1R            | SF            | QF            | 1R            | 2R            | SF            | 3R            | 1R            | 3R            | 3R            | 1R            | 3R            | 3R            | 3R            | 1R            | 2R            | LQ            | 1R            | 2R       |          |
| Shoot Out                    | nie rozegrano | nie rozegrano | nie rozegrano | nie rozegrano | nie rozegrano | nie rozegrano | nie rozegrano | nie rozegrano | nie rozegrano | nie rozegrano | nie rozegrano | nie rozegrano | nie rozegrano | nie rozegrano | nierankingowy | nierankingowy | nierankingowy | nierankingowy | nierankingowy | nierankingowy | A             | 3R            | 2R            | 2R            | 2R            | WD            | 3R            | 4R            | SF            | 3R       |          |
| Scottish Open                | LQ            | A             | LQ            | 2R            | 3R            | 3R            | QF            | 2R            | nie rozegrano | nie rozegrano | nie rozegrano | nie rozegrano | nie rozegrano | nie rozegrano | nie rozegrano | nie rozegrano | MR            | nie rozegrano | nie rozegrano | nie rozegrano | 2R            | 2R            | 4R            | 2R            | 2R            | 2R            | LQ            | 2R            | 2R            | 3R       |          |
| German Masters               | LQ            | A             | NR            | nie rozegrano | nie rozegrano | nie rozegrano | nie rozegrano | nie rozegrano | nie rozegrano | nie rozegrano | nie rozegrano | nie rozegrano | nie rozegrano | nie rozegrano | 2R            | 1R            | W             | 1R            | LQ            | 1R            | F             | LQ            | LQ            | LQ            | LQ            | LQ            | LQ            | W             | QF            | 2R       |          |
| World Grand Prix             | nie rozegrano | nie rozegrano | nie rozegrano | nie rozegrano | nie rozegrano | nie rozegrano | nie rozegrano | nie rozegrano | nie rozegrano | nie rozegrano | nie rozegrano | nie rozegrano | nie rozegrano | nie rozegrano | nie rozegrano | nie rozegrano | nie rozegrano | nie rozegrano | NR            | QF            | 2R            | 1R            | F             | 1R            | 1R            | 1R            | 2R            | 1R            | 2R            | 1R       |          |
| Players Championship         | nie rozegrano | nie rozegrano | nie rozegrano | nie rozegrano | nie rozegrano | nie rozegrano | nie rozegrano | nie rozegrano | nie rozegrano | nie rozegrano | nie rozegrano | nie rozegrano | nie rozegrano | nie rozegrano | DNQ           | DNQ           | 2R            | DNQ           | DNQ           | QF            | SF            | DNQ           | 1R            | DNQ           | DNQ           | DNQ           | DNQ           | F             | SF            | DNQ      |          |
| Welsh Open                   | LQ            | A             | 1R            | LQ            | LQ            | 1R            | 1R            | 1R            | 3R            | 1R            | QF            | QF            | W             | F             | SF            | 1R            | LQ            | 4R            | 4R            | 2R            | 3R            | 2R            | 1R            | 2R            | 2R            | QF            | QF            | 2R            | LQ            | SF       |          |
| World Open                   | LQ            | A             | LQ            | SF            | LQ            | 1R            | 1R            | QF            | 2R            | 1R            | RR            | 2R            | SF            | 1R            | 1R            | WD            | WD            | 2R            | nie rozegrano | nie rozegrano | W             | A             | 2R            | 3R            | 3R            | nie rozegrano | nie rozegrano | nie rozegrano | 2R            | QF       |          |
| Tour Championship            | nie rozegrano | nie rozegrano | nie rozegrano | nie rozegrano | nie rozegrano | nie rozegrano | nie rozegrano | nie rozegrano | nie rozegrano | nie rozegrano | nie rozegrano | nie rozegrano | nie rozegrano | nie rozegrano | nie rozegrano | nie rozegrano | nie rozegrano | nie rozegrano | nie rozegrano | nie rozegrano | nie rozegrano | nie rozegrano | DNQ           | DNQ           | DNQ           | DNQ           | DNQ           | QF            | QF            | DNQ      |          |
| World Championship           | LQ            | LQ            | LQ            | LQ            | LQ            | LQ            | 1R            | 1R            | 2R            | 1R            | QF            | F             | 2R            | SF            | 2R            | F             | 2R            | 2R            | 2R            | 2R            | 1R            | QF            | QF            | LQ            | LQ            | 1R            | LQ            | 1R            | 1R            | 1R       |          |

### Turnieje nierankingowe
| Turniej                  | 1996 /97      | 1997 /98      | 1998 /99      | 1999 /00      | 2000 /01      | 2001 /02      | 2002 /03      | 2003 /04      | 2004 /05      | 2005 /06      | 2006 /07      | 2007 /08      | 2008 /09      | 2009 /10      | 2010 /11      | 2011 /12      | 2012 /13      | 2013 /14      | 2014 /15      | 2015 /16      | 2016 /17      | 2017 /18      | 2018 /19      | 2019 /20      | 2019 /20      | 2020 /21      | 2021 /22      | 2022 /23      | 2023 /24 | 2024 /25 | 2025 /26 |
| ------------------------ | ------------- | ------------- | ------------- | ------------- | ------------- | ------------- | ------------- | ------------- | ------------- | ------------- | ------------- | ------------- | ------------- | ------------- | ------------- | ------------- | ------------- | ------------- | ------------- | ------------- | ------------- | ------------- | ------------- | ------------- | ------------- | ------------- | ------------- | ------------- | -------- | -------- | -------- |
| Shanghai Masters         | nie rozegrano | nie rozegrano | nie rozegrano | nie rozegrano | nie rozegrano | nie rozegrano | nie rozegrano | nie rozegrano | nie rozegrano | nie rozegrano | nie rozegrano | rankingowy    | rankingowy    | rankingowy    | rankingowy    | rankingowy    | rankingowy    | rankingowy    | rankingowy    | rankingowy    | rankingowy    | rankingowy    | A             | 1R            | 1R            | nie rozegrano | nie rozegrano | nie rozegrano | 2R       | 2R       | F        |
| Champion of Champions    | nie rozegrano | nie rozegrano | nie rozegrano | nie rozegrano | nie rozegrano | nie rozegrano | nie rozegrano | nie rozegrano | nie rozegrano | nie rozegrano | nie rozegrano | nie rozegrano | nie rozegrano | nie rozegrano | nie rozegrano | nie rozegrano | nie rozegrano | QF            | 1R            | 1R            | 1R            | A             | A             | A             | A             | A             | A             | A             | QF       | 1R       |          |
| The Masters              | LQ            | LQ            | LQ            | 1R            | LQ            | LQ            | LQ            | LQ            | A             | LQ            | 1R            | 1R            | QF            | 1R            | 1R            | 1R            | 1R            | A             | QF            | A             | 1R            | 1R            | A             | F             | F             | A             | A             | A             | F        | 1R       |          |
| World Masters of Snooker | nie rozegrano | nie rozegrano | nie rozegrano | nie rozegrano | nie rozegrano | nie rozegrano | nie rozegrano | nie rozegrano | nie rozegrano | nie rozegrano | nie rozegrano | nie rozegrano | nie rozegrano | nie rozegrano | nie rozegrano | nie rozegrano | nie rozegrano | nie rozegrano | nie rozegrano | nie rozegrano | nie rozegrano | nie rozegrano | nie rozegrano | nie rozegrano | nie rozegrano | nie rozegrano | nie rozegrano | nie rozegrano | QF       | A        |          |
| Championship League      | nie rozegrano | nie rozegrano | nie rozegrano | nie rozegrano | nie rozegrano | nie rozegrano | nie rozegrano | nie rozegrano | nie rozegrano | nie rozegrano | nie rozegrano | RR            | RR            | RR            | SF            | RR            | F             | RR            | 2R            | 2R            | RR            | SF            | RR            | RR            | RR            | 2R            | RR            | RR            | WD       | WD       |          |

### Dawne turnieje rankingowe
| Asian Classic              | LQ            | nie rozegrano | nie rozegrano | nie rozegrano | nie rozegrano | nie rozegrano | nie rozegrano | nie rozegrano | nie rozegrano | nie rozegrano | nie rozegrano | nie rozegrano | nie rozegrano | nie rozegrano | nie rozegrano    | nie rozegrano    | nie rozegrano    | nie rozegrano    | nie rozegrano    | nie rozegrano    | nie rozegrano | nie rozegrano | nie rozegrano | nie rozegrano | nie rozegrano | nie rozegrano | nie rozegrano | nie rozegrano | nie rozegrano | nie rozegrano | nie rozegrano | nie rozegrano | nie rozegrano | nie rozegrano | nie rozegrano | nie rozegrano | nie rozegrano | nie rozegrano | nie rozegrano | nie rozegrano | nie rozegrano |               |               |               |               |               |               |               |               |               |               |               |               |               |               |               |               |               |               |               |               |               |               |               |               |               |
| Malta Grand Prix           | nierankingowy | nierankingowy | nierankingowy | LQ            | NR            | nie rozegrano | nie rozegrano | nie rozegrano | nie rozegrano | nie rozegrano | nie rozegrano | nie rozegrano | nie rozegrano | nie rozegrano | nie rozegrano    | nie rozegrano    | nie rozegrano    | nie rozegrano    | nie rozegrano    | nie rozegrano    | nie rozegrano | nie rozegrano | nie rozegrano | nie rozegrano | nie rozegrano | nie rozegrano | nie rozegrano | nie rozegrano | nie rozegrano | nie rozegrano | nie rozegrano | nie rozegrano | nie rozegrano | nie rozegrano | nie rozegrano | nie rozegrano | nie rozegrano | nie rozegrano | nie rozegrano | nie rozegrano | nie rozegrano | nie rozegrano | nie rozegrano | nie rozegrano | nie rozegrano |               |               |               |               |               |               |               |               |               |               |               |               |               |               |               |               |               |               |               |               |               |
| Thailand Masters           | LQ            | A             | LQ            | LQ            | LQ            | LQ            | NR            | nie rozegrano | nie rozegrano | nie rozegrano | NR            | nie rozegrano | nie rozegrano | nie rozegrano | nie rozegrano    | nie rozegrano    | nie rozegrano    | nie rozegrano    | nie rozegrano    | nie rozegrano    | nie rozegrano | nie rozegrano | nie rozegrano | nie rozegrano | nie rozegrano | nie rozegrano | nie rozegrano | nie rozegrano | nie rozegrano | nie rozegrano | nie rozegrano | nie rozegrano | nie rozegrano | nie rozegrano | nie rozegrano | nie rozegrano | nie rozegrano | nie rozegrano | nie rozegrano | nie rozegrano | nie rozegrano | nie rozegrano | nie rozegrano | nie rozegrano | nie rozegrano | nie rozegrano | nie rozegrano | nie rozegrano | nie rozegrano | nie rozegrano | nie rozegrano |               |               |               |               |               |               |               |               |               |               |               |               |               |               |               |
| Irish Masters              | nierankingowy | nierankingowy | nierankingowy | nierankingowy | nierankingowy | nierankingowy | 2R            | LQ            | LQ            | NH            | NR            | nie rozegrano | nie rozegrano | nie rozegrano | nie rozegrano    | nie rozegrano    | nie rozegrano    | nie rozegrano    | nie rozegrano    | nie rozegrano    | nie rozegrano | nie rozegrano | nie rozegrano | nie rozegrano | nie rozegrano | nie rozegrano | nie rozegrano | nie rozegrano | nie rozegrano | nie rozegrano | nie rozegrano | nie rozegrano | nie rozegrano | nie rozegrano | nie rozegrano | nie rozegrano | nie rozegrano | nie rozegrano | nie rozegrano | nie rozegrano | nie rozegrano | nie rozegrano | nie rozegrano | nie rozegrano | nie rozegrano | nie rozegrano | nie rozegrano | nie rozegrano | nie rozegrano | nie rozegrano | nie rozegrano |               |               |               |               |               |               |               |               |               |               |               |               |               |               |               |
| Northern Ireland Trophy    | nie rozegrano | nie rozegrano | nie rozegrano | nie rozegrano | nie rozegrano | nie rozegrano | nie rozegrano | nie rozegrano | nie rozegrano | NR            | 2R            | 3R            | SF            | nie rozegrano | nie rozegrano    | nie rozegrano    | nie rozegrano    | nie rozegrano    | nie rozegrano    | nie rozegrano    | nie rozegrano | nie rozegrano | nie rozegrano | nie rozegrano | nie rozegrano | nie rozegrano | nie rozegrano | nie rozegrano | nie rozegrano | nie rozegrano | nie rozegrano | nie rozegrano | nie rozegrano | nie rozegrano | nie rozegrano | nie rozegrano | nie rozegrano | nie rozegrano | nie rozegrano | nie rozegrano | nie rozegrano | nie rozegrano | nie rozegrano | nie rozegrano | nie rozegrano | nie rozegrano | nie rozegrano | nie rozegrano | nie rozegrano | nie rozegrano | nie rozegrano | nie rozegrano | nie rozegrano |               |               |               |               |               |               |               |               |               |               |               |               |               |
| Bahrain Championship       | nie rozegrano | nie rozegrano | nie rozegrano | nie rozegrano | nie rozegrano | nie rozegrano | nie rozegrano | nie rozegrano | nie rozegrano | nie rozegrano | nie rozegrano | nie rozegrano | 1R            | nie rozegrano | nie rozegrano    | nie rozegrano    | nie rozegrano    | nie rozegrano    | nie rozegrano    | nie rozegrano    | nie rozegrano | nie rozegrano | nie rozegrano | nie rozegrano | nie rozegrano | nie rozegrano | nie rozegrano | nie rozegrano | nie rozegrano | nie rozegrano | nie rozegrano | nie rozegrano | nie rozegrano | nie rozegrano | nie rozegrano | nie rozegrano | nie rozegrano | nie rozegrano | nie rozegrano | nie rozegrano | nie rozegrano | nie rozegrano | nie rozegrano | nie rozegrano | nie rozegrano | nie rozegrano | nie rozegrano | nie rozegrano | nie rozegrano | nie rozegrano | nie rozegrano | nie rozegrano | nie rozegrano |               |               |               |               |               |               |               |               |               |               |               |               |               |
| Wuxi Classic               | nie rozegrano | nie rozegrano | nie rozegrano | nie rozegrano | nie rozegrano | nie rozegrano | nie rozegrano | nie rozegrano | nie rozegrano | nie rozegrano | nie rozegrano | nie rozegrano | nierankingowy | nierankingowy | nierankingowy    | nierankingowy    | 1R               | 3R               | WD               | nie rozegrano    | nie rozegrano | nie rozegrano | nie rozegrano | nie rozegrano | nie rozegrano | nie rozegrano | nie rozegrano | nie rozegrano | nie rozegrano | nie rozegrano | nie rozegrano | nie rozegrano | nie rozegrano | nie rozegrano | nie rozegrano | nie rozegrano | nie rozegrano | nie rozegrano | nie rozegrano | nie rozegrano | nie rozegrano | nie rozegrano | nie rozegrano | nie rozegrano | nie rozegrano | nie rozegrano | nie rozegrano | nie rozegrano | nie rozegrano | nie rozegrano | nie rozegrano | nie rozegrano | nie rozegrano | nie rozegrano | nie rozegrano | nie rozegrano | nie rozegrano | nie rozegrano | nie rozegrano |               |               |               |               |               |               |               |
| Australian Goldfields Open | nie rozegrano | nie rozegrano | nie rozegrano | nie rozegrano | nie rozegrano | nie rozegrano | nie rozegrano | nie rozegrano | nie rozegrano | nie rozegrano | nie rozegrano | nie rozegrano | nie rozegrano | nie rozegrano | nie rozegrano    | 1R               | 1R               | A                | A                | 2R               | nie rozegrano | nie rozegrano | nie rozegrano | nie rozegrano | nie rozegrano | nie rozegrano | nie rozegrano | nie rozegrano | nie rozegrano | nie rozegrano | nie rozegrano | nie rozegrano | nie rozegrano | nie rozegrano | nie rozegrano | nie rozegrano | nie rozegrano | nie rozegrano | nie rozegrano | nie rozegrano | nie rozegrano | nie rozegrano | nie rozegrano | nie rozegrano | nie rozegrano | nie rozegrano | nie rozegrano | nie rozegrano | nie rozegrano | nie rozegrano | nie rozegrano | nie rozegrano | nie rozegrano | nie rozegrano | nie rozegrano | nie rozegrano | nie rozegrano | nie rozegrano | nie rozegrano | nie rozegrano |               |               |               |               |               |               |
| Shanghai Masters           | nie rozegrano | nie rozegrano | nie rozegrano | nie rozegrano | nie rozegrano | nie rozegrano | nie rozegrano | nie rozegrano | nie rozegrano | nie rozegrano | nie rozegrano | 1R            | 1R            | 2R            | W                | 1R               | QF               | 1R               | A                | LQ               | QF            | 2R            | nierankingowy | nierankingowy | nierankingowy | nie rozegrano | nie rozegrano | nie rozegrano | nierankingowy | nierankingowy | nierankingowy |               |               |               |               |               |               |               |               |               |               |               |               |               |               |               |               |               |               |               |               |               |               |               |               |               |               |               |               |               |               |               |               |               |               |               |
| Paul Hunter Classic        | nie rozegrano | nie rozegrano | nie rozegrano | nie rozegrano | nie rozegrano | nie rozegrano | nie rozegrano | nie rozegrano | Pro-am Event  | Pro-am Event  | Pro-am Event  | Pro-am Event  | Pro-am Event  | Pro-am Event  | Minor-rankingowy | Minor-rankingowy | Minor-rankingowy | Minor-rankingowy | Minor-rankingowy | Minor-rankingowy | 3R            | A             | A             | NR            | NR            | nie rozegrano | nie rozegrano | nie rozegrano | nie rozegrano | nie rozegrano | nie rozegrano | nie rozegrano | nie rozegrano | nie rozegrano | nie rozegrano | nie rozegrano | nie rozegrano | nie rozegrano | nie rozegrano | nie rozegrano | nie rozegrano | nie rozegrano | nie rozegrano | nie rozegrano | nie rozegrano | nie rozegrano | nie rozegrano | nie rozegrano | nie rozegrano | nie rozegrano | nie rozegrano | nie rozegrano | nie rozegrano | nie rozegrano | nie rozegrano | nie rozegrano | nie rozegrano | nie rozegrano | nie rozegrano | nie rozegrano | nie rozegrano | nie rozegrano | nie rozegrano | nie rozegrano | nie rozegrano |               |
| Indian Open                | nie rozegrano | nie rozegrano | nie rozegrano | nie rozegrano | nie rozegrano | nie rozegrano | nie rozegrano | nie rozegrano | nie rozegrano | nie rozegrano | nie rozegrano | nie rozegrano | nie rozegrano | nie rozegrano | nie rozegrano    | nie rozegrano    | nie rozegrano    | WD               | WD               | NH               | LQ            | LQ            | A             | nie rozegrano | nie rozegrano | nie rozegrano | nie rozegrano | nie rozegrano | nie rozegrano | nie rozegrano | nie rozegrano | nie rozegrano | nie rozegrano | nie rozegrano | nie rozegrano | nie rozegrano | nie rozegrano | nie rozegrano | nie rozegrano | nie rozegrano | nie rozegrano | nie rozegrano | nie rozegrano | nie rozegrano | nie rozegrano | nie rozegrano | nie rozegrano | nie rozegrano | nie rozegrano | nie rozegrano | nie rozegrano | nie rozegrano | nie rozegrano | nie rozegrano | nie rozegrano | nie rozegrano | nie rozegrano | nie rozegrano | nie rozegrano | nie rozegrano | nie rozegrano | nie rozegrano | nie rozegrano |               |               |               |
| China Open                 | NH            | NR            | LQ            | LQ            | LQ            | 1R            | nie rozegrano | nie rozegrano | 1R            | LQ            | 2R            | 2R            | 2R            | SF            | QF               | QF               | 2R               | SF               | 1R               | 1R               | 2R            | 1R            | 2R            | nie rozegrano | nie rozegrano | nie rozegrano | nie rozegrano | nie rozegrano | nie rozegrano | nie rozegrano | nie rozegrano | nie rozegrano | nie rozegrano | nie rozegrano | nie rozegrano | nie rozegrano | nie rozegrano | nie rozegrano | nie rozegrano | nie rozegrano | nie rozegrano | nie rozegrano | nie rozegrano | nie rozegrano | nie rozegrano | nie rozegrano | nie rozegrano | nie rozegrano | nie rozegrano | nie rozegrano | nie rozegrano | nie rozegrano | nie rozegrano | nie rozegrano | nie rozegrano | nie rozegrano | nie rozegrano | nie rozegrano | nie rozegrano | nie rozegrano | nie rozegrano | nie rozegrano | nie rozegrano |               |               |               |
| Riga Masters               | nie rozegrano | nie rozegrano | nie rozegrano | nie rozegrano | nie rozegrano | nie rozegrano | nie rozegrano | nie rozegrano | nie rozegrano | nie rozegrano | nie rozegrano | nie rozegrano | nie rozegrano | nie rozegrano | nie rozegrano    | nie rozegrano    | nie rozegrano    | nie rozegrano    | Minor-Rank       | Minor-Rank       | 3R            | A             | 2R            | 1R            | 1R            | nie rozegrano | nie rozegrano | nie rozegrano | nie rozegrano | nie rozegrano | nie rozegrano | nie rozegrano | nie rozegrano | nie rozegrano | nie rozegrano | nie rozegrano | nie rozegrano | nie rozegrano | nie rozegrano | nie rozegrano | nie rozegrano | nie rozegrano | nie rozegrano | nie rozegrano | nie rozegrano | nie rozegrano | nie rozegrano | nie rozegrano | nie rozegrano | nie rozegrano | nie rozegrano | nie rozegrano | nie rozegrano | nie rozegrano | nie rozegrano | nie rozegrano | nie rozegrano | nie rozegrano | nie rozegrano | nie rozegrano | nie rozegrano | nie rozegrano | nie rozegrano | nie rozegrano | nie rozegrano |               |
| China Championship         | nie rozegrano | nie rozegrano | nie rozegrano | nie rozegrano | nie rozegrano | nie rozegrano | nie rozegrano | nie rozegrano | nie rozegrano | nie rozegrano | nie rozegrano | nie rozegrano | nie rozegrano | nie rozegrano | nie rozegrano    | nie rozegrano    | nie rozegrano    | nie rozegrano    | nie rozegrano    | nie rozegrano    | NR            | SF            | 1R            | LQ            | LQ            | nie rozegrano | nie rozegrano | nie rozegrano | nie rozegrano | nie rozegrano | nie rozegrano | nie rozegrano | nie rozegrano | nie rozegrano | nie rozegrano | nie rozegrano | nie rozegrano | nie rozegrano | nie rozegrano | nie rozegrano | nie rozegrano | nie rozegrano | nie rozegrano | nie rozegrano | nie rozegrano | nie rozegrano | nie rozegrano | nie rozegrano | nie rozegrano | nie rozegrano | nie rozegrano | nie rozegrano | nie rozegrano | nie rozegrano | nie rozegrano | nie rozegrano | nie rozegrano | nie rozegrano | nie rozegrano | nie rozegrano | nie rozegrano | nie rozegrano | nie rozegrano | nie rozegrano | nie rozegrano |               |
| WST Pro Series             | nie rozegrano | nie rozegrano | nie rozegrano | nie rozegrano | nie rozegrano | nie rozegrano | nie rozegrano | nie rozegrano | nie rozegrano | nie rozegrano | nie rozegrano | nie rozegrano | nie rozegrano | nie rozegrano | nie rozegrano    | nie rozegrano    | nie rozegrano    | nie rozegrano    | nie rozegrano    | nie rozegrano    | nie rozegrano | nie rozegrano | nie rozegrano | nie rozegrano | nie rozegrano | F             | nie rozegrano | nie rozegrano | nie rozegrano | nie rozegrano | nie rozegrano | nie rozegrano | nie rozegrano | nie rozegrano | nie rozegrano | nie rozegrano | nie rozegrano | nie rozegrano | nie rozegrano | nie rozegrano | nie rozegrano | nie rozegrano | nie rozegrano | nie rozegrano | nie rozegrano | nie rozegrano | nie rozegrano | nie rozegrano | nie rozegrano | nie rozegrano | nie rozegrano | nie rozegrano | nie rozegrano | nie rozegrano | nie rozegrano | nie rozegrano | nie rozegrano | nie rozegrano | nie rozegrano | nie rozegrano | nie rozegrano | nie rozegrano | nie rozegrano | nie rozegrano | nie rozegrano | nie rozegrano |
| Turkish Masters            | nie rozegrano | nie rozegrano | nie rozegrano | nie rozegrano | nie rozegrano | nie rozegrano | nie rozegrano | nie rozegrano | nie rozegrano | nie rozegrano | nie rozegrano | nie rozegrano | nie rozegrano | nie rozegrano | nie rozegrano    | nie rozegrano    | nie rozegrano    | nie rozegrano    | nie rozegrano    | nie rozegrano    | nie rozegrano | nie rozegrano | nie rozegrano | nie rozegrano | nie rozegrano | nie rozegrano | QF            | nie rozegrano | nie rozegrano | nie rozegrano |               |               |               |               |               |               |               |               |               |               |               |               |               |               |               |               |               |               |               |               |               |               |               |               |               |               |               |               |               |               |               |               |               |               |               |               |
| Gibraltar Open             | nie rozegrano | nie rozegrano | nie rozegrano | nie rozegrano | nie rozegrano | nie rozegrano | nie rozegrano | nie rozegrano | nie rozegrano | nie rozegrano | nie rozegrano | nie rozegrano | nie rozegrano | nie rozegrano | nie rozegrano    | nie rozegrano    | nie rozegrano    | nie rozegrano    | nie rozegrano    | MR               | A             | WD            | WD            | WD            | WD            | 3R            | 3R            | nie rozegrano | nie rozegrano | nie rozegrano | nie rozegrano |               |               |               |               |               |               |               |               |               |               |               |               |               |               |               |               |               |               |               |               |               |               |               |               |               |               |               |               |               |               |               |               |               |               |               |
| WST Classic                | nie rozegrano | nie rozegrano | nie rozegrano | nie rozegrano | nie rozegrano | nie rozegrano | nie rozegrano | nie rozegrano | nie rozegrano | nie rozegrano | nie rozegrano | nie rozegrano | nie rozegrano | nie rozegrano | nie rozegrano    | nie rozegrano    | nie rozegrano    | nie rozegrano    | nie rozegrano    | nie rozegrano    | nie rozegrano | nie rozegrano | nie rozegrano | nie rozegrano | nie rozegrano | nie rozegrano | nie rozegrano | SF            | nie rozegrano | nie rozegrano | nie rozegrano | nie rozegrano |               |               |               |               |               |               |               |               |               |               |               |               |               |               |               |               |               |               |               |               |               |               |               |               |               |               |               |               |               |               |               |               |               |               |
| European Masters           | LQ            | NH            | LQ            | nie rozegrano | nie rozegrano | LQ            | LQ            | LQ            | LQ            | 1R            | SF            | NR            | nie rozegrano | nie rozegrano | nie rozegrano    | nie rozegrano    | nie rozegrano    | nie rozegrano    | nie rozegrano    | nie rozegrano    | 1R            | LQ            | 2R            | SF            | SF            | 2R            | 2R            | SF            | 1R            | nie rozegrano | nie rozegrano |               |               |               |               |               |               |               |               |               |               |               |               |               |               |               |               |               |               |               |               |               |               |               |               |               |               |               |               |               |               |               |               |               |               |               |

### Dawne turnieje nierankingowe
| Scottish Masters                | A             | A             | A             | A             | A             | A             | LQ            | nie rozegrano | nie rozegrano | nie rozegrano | nie rozegrano | nie rozegrano | nie rozegrano | nie rozegrano | nie rozegrano | nie rozegrano | nie rozegrano | nie rozegrano | nie rozegrano | nie rozegrano | nie rozegrano | nie rozegrano | nie rozegrano | nie rozegrano | nie rozegrano | nie rozegrano | nie rozegrano | nie rozegrano | nie rozegrano | nie rozegrano | nie rozegrano | nie rozegrano | nie rozegrano | nie rozegrano | nie rozegrano | nie rozegrano | nie rozegrano | nie rozegrano | nie rozegrano | nie rozegrano | nie rozegrano | nie rozegrano | nie rozegrano | nie rozegrano | nie rozegrano | nie rozegrano | nie rozegrano |               |               |               |               |               |               |               |               |               |               |               |               |               |               |               |               |               |               |
| Northern Ireland Trophy         | nie rozegrano | nie rozegrano | nie rozegrano | nie rozegrano | nie rozegrano | nie rozegrano | nie rozegrano | nie rozegrano | nie rozegrano | WR            | rankingowy    | rankingowy    | rankingowy    | nie rozegrano | nie rozegrano | nie rozegrano | nie rozegrano | nie rozegrano | nie rozegrano | nie rozegrano | nie rozegrano | nie rozegrano | nie rozegrano | nie rozegrano | nie rozegrano | nie rozegrano | nie rozegrano | nie rozegrano | nie rozegrano | nie rozegrano | nie rozegrano | nie rozegrano | nie rozegrano | nie rozegrano | nie rozegrano | nie rozegrano | nie rozegrano | nie rozegrano | nie rozegrano | nie rozegrano | nie rozegrano | nie rozegrano | nie rozegrano | nie rozegrano | nie rozegrano | nie rozegrano | nie rozegrano | nie rozegrano | nie rozegrano | nie rozegrano | nie rozegrano | nie rozegrano | nie rozegrano |               |               |               |               |               |               |               |               |               |               |               |               |
| Malta Cup                       | R             | NH            | R             | nie rozegrano | nie rozegrano | rankingowy    | rankingowy    | rankingowy    | rankingowy    | rankingowy    | rankingowy    | RR            | nie rozegrano | nie rozegrano | nie rozegrano | nie rozegrano | nie rozegrano | nie rozegrano | nie rozegrano | nie rozegrano | rankingowy    | rankingowy    | rankingowy    | rankingowy    | rankingowy    | rankingowy    | rankingowy    | rankingowy    | rankingowy    | rankingowy    | rankingowy    | rankingowy    | rankingowy    | rankingowy    | rankingowy    | rankingowy    | rankingowy    | rankingowy    | rankingowy    | rankingowy    | rankingowy    | rankingowy    | rankingowy    | rankingowy    | rankingowy    | rankingowy    | rankingowy    | rankingowy    | rankingowy    | rankingowy    | rankingowy    | rankingowy    | rankingowy    | rankingowy    | rankingowy    | rankingowy    | rankingowy    | rankingowy    | rankingowy    | rankingowy    |               |               |               |               |               |
| Huangshan Cup                   | nie rozegrano | nie rozegrano | nie rozegrano | nie rozegrano | nie rozegrano | nie rozegrano | nie rozegrano | nie rozegrano | nie rozegrano | nie rozegrano | nie rozegrano | W             | nie rozegrano | nie rozegrano | nie rozegrano | nie rozegrano | nie rozegrano | nie rozegrano | nie rozegrano | nie rozegrano | nie rozegrano | nie rozegrano | nie rozegrano | nie rozegrano | nie rozegrano | nie rozegrano | nie rozegrano | nie rozegrano | nie rozegrano | nie rozegrano | nie rozegrano | nie rozegrano | nie rozegrano | nie rozegrano | nie rozegrano | nie rozegrano | nie rozegrano | nie rozegrano | nie rozegrano | nie rozegrano | nie rozegrano | nie rozegrano | nie rozegrano | nie rozegrano | nie rozegrano | nie rozegrano | nie rozegrano | nie rozegrano | nie rozegrano | nie rozegrano | nie rozegrano | nie rozegrano |               |               |               |               |               |               |               |               |               |               |               |               |               |
| Masters Qualifying Event        | LQ            | LQ            | 1R            | W             | 1R            | 1R            | 2R            | LQ            | NH            | F             | A             | A             | A             | A             | nie rozegrano | nie rozegrano | nie rozegrano | nie rozegrano | nie rozegrano | nie rozegrano | nie rozegrano | nie rozegrano | nie rozegrano | nie rozegrano | nie rozegrano | nie rozegrano | nie rozegrano | nie rozegrano | nie rozegrano | nie rozegrano | nie rozegrano | nie rozegrano | nie rozegrano | nie rozegrano | nie rozegrano | nie rozegrano | nie rozegrano | nie rozegrano | nie rozegrano | nie rozegrano | nie rozegrano | nie rozegrano | nie rozegrano | nie rozegrano | nie rozegrano | nie rozegrano | nie rozegrano | nie rozegrano | nie rozegrano | nie rozegrano | nie rozegrano | nie rozegrano | nie rozegrano | nie rozegrano |               |               |               |               |               |               |               |               |               |               |               |
| Beijing International Challenge | nie rozegrano | nie rozegrano | nie rozegrano | nie rozegrano | nie rozegrano | nie rozegrano | nie rozegrano | nie rozegrano | nie rozegrano | nie rozegrano | nie rozegrano | nie rozegrano | nie rozegrano | RR            | RR            | nie rozegrano | nie rozegrano | nie rozegrano | nie rozegrano | nie rozegrano | nie rozegrano | nie rozegrano | nie rozegrano | nie rozegrano | nie rozegrano | nie rozegrano | nie rozegrano | nie rozegrano | nie rozegrano | nie rozegrano | nie rozegrano | nie rozegrano | nie rozegrano | nie rozegrano | nie rozegrano | nie rozegrano | nie rozegrano | nie rozegrano | nie rozegrano | nie rozegrano | nie rozegrano | nie rozegrano | nie rozegrano | nie rozegrano | nie rozegrano | nie rozegrano | nie rozegrano | nie rozegrano | nie rozegrano | nie rozegrano | nie rozegrano | nie rozegrano | nie rozegrano | nie rozegrano | nie rozegrano |               |               |               |               |               |               |               |               |               |               |
| Hainan Classic                  | nie rozegrano | nie rozegrano | nie rozegrano | nie rozegrano | nie rozegrano | nie rozegrano | nie rozegrano | nie rozegrano | nie rozegrano | nie rozegrano | nie rozegrano | nie rozegrano | nie rozegrano | nie rozegrano | SF            | nie rozegrano | nie rozegrano | nie rozegrano | nie rozegrano | nie rozegrano | nie rozegrano | nie rozegrano | nie rozegrano | nie rozegrano | nie rozegrano | nie rozegrano | nie rozegrano | nie rozegrano | nie rozegrano | nie rozegrano | nie rozegrano | nie rozegrano | nie rozegrano | nie rozegrano | nie rozegrano | nie rozegrano | nie rozegrano | nie rozegrano | nie rozegrano | nie rozegrano | nie rozegrano | nie rozegrano | nie rozegrano | nie rozegrano | nie rozegrano | nie rozegrano | nie rozegrano | nie rozegrano | nie rozegrano | nie rozegrano | nie rozegrano | nie rozegrano | nie rozegrano | nie rozegrano | nie rozegrano |               |               |               |               |               |               |               |               |               |               |
| Wuxi Classic                    | nie rozegrano | nie rozegrano | nie rozegrano | nie rozegrano | nie rozegrano | nie rozegrano | nie rozegrano | nie rozegrano | nie rozegrano | nie rozegrano | nie rozegrano | nie rozegrano | RR            | RR            | A             | F             | rankingowy    | rankingowy    | rankingowy    | nie rozegrano | nie rozegrano | nie rozegrano | nie rozegrano | nie rozegrano | nie rozegrano | nie rozegrano | nie rozegrano | nie rozegrano | nie rozegrano | nie rozegrano | nie rozegrano | nie rozegrano | nie rozegrano | nie rozegrano | nie rozegrano | nie rozegrano | nie rozegrano | nie rozegrano | nie rozegrano | nie rozegrano | nie rozegrano | nie rozegrano | nie rozegrano | nie rozegrano | nie rozegrano | nie rozegrano | nie rozegrano | nie rozegrano | nie rozegrano | nie rozegrano | nie rozegrano | nie rozegrano | nie rozegrano | nie rozegrano | nie rozegrano | nie rozegrano | nie rozegrano | nie rozegrano | nie rozegrano |               |               |               |               |               |               |
| Brazil Masters                  | nie rozegrano | nie rozegrano | nie rozegrano | nie rozegrano | nie rozegrano | nie rozegrano | nie rozegrano | nie rozegrano | nie rozegrano | nie rozegrano | nie rozegrano | nie rozegrano | nie rozegrano | nie rozegrano | nie rozegrano | QF            | nie rozegrano | nie rozegrano | nie rozegrano | nie rozegrano | nie rozegrano | nie rozegrano | nie rozegrano | nie rozegrano | nie rozegrano | nie rozegrano | nie rozegrano | nie rozegrano | nie rozegrano | nie rozegrano | nie rozegrano | nie rozegrano | nie rozegrano | nie rozegrano | nie rozegrano | nie rozegrano | nie rozegrano | nie rozegrano | nie rozegrano | nie rozegrano | nie rozegrano | nie rozegrano | nie rozegrano | nie rozegrano | nie rozegrano | nie rozegrano | nie rozegrano | nie rozegrano | nie rozegrano | nie rozegrano | nie rozegrano | nie rozegrano | nie rozegrano | nie rozegrano | nie rozegrano | nie rozegrano |               |               |               |               |               |               |               |               |               |
| Power Snooker                   | nie rozegrano | nie rozegrano | nie rozegrano | nie rozegrano | nie rozegrano | nie rozegrano | nie rozegrano | nie rozegrano | nie rozegrano | nie rozegrano | nie rozegrano | nie rozegrano | nie rozegrano | nie rozegrano | SF            | 1R            | nie rozegrano | nie rozegrano | nie rozegrano | nie rozegrano | nie rozegrano | nie rozegrano | nie rozegrano | nie rozegrano | nie rozegrano | nie rozegrano | nie rozegrano | nie rozegrano | nie rozegrano | nie rozegrano | nie rozegrano | nie rozegrano | nie rozegrano | nie rozegrano | nie rozegrano | nie rozegrano | nie rozegrano | nie rozegrano | nie rozegrano | nie rozegrano | nie rozegrano | nie rozegrano | nie rozegrano | nie rozegrano | nie rozegrano | nie rozegrano | nie rozegrano | nie rozegrano | nie rozegrano | nie rozegrano | nie rozegrano | nie rozegrano | nie rozegrano | nie rozegrano | nie rozegrano | nie rozegrano |               |               |               |               |               |               |               |               |               |
| Premier League                  | A             | A             | A             | A             | A             | A             | A             | A             | A             | A             | A             | A             | A             | A             | A             | RR            | A             | nie rozegrano | nie rozegrano | nie rozegrano | nie rozegrano | nie rozegrano | nie rozegrano | nie rozegrano | nie rozegrano | nie rozegrano | nie rozegrano | nie rozegrano | nie rozegrano | nie rozegrano | nie rozegrano | nie rozegrano | nie rozegrano | nie rozegrano | nie rozegrano | nie rozegrano | nie rozegrano | nie rozegrano | nie rozegrano | nie rozegrano | nie rozegrano | nie rozegrano | nie rozegrano | nie rozegrano | nie rozegrano | nie rozegrano | nie rozegrano | nie rozegrano | nie rozegrano | nie rozegrano | nie rozegrano | nie rozegrano | nie rozegrano | nie rozegrano | nie rozegrano | nie rozegrano | nie rozegrano |               |               |               |               |               |               |               |               |
| General Cup                     | nie rozegrano | nie rozegrano | nie rozegrano | nie rozegrano | nie rozegrano | nie rozegrano | nie rozegrano | nie rozegrano | A             | nie rozegrano | nie rozegrano | nie rozegrano | nie rozegrano | A             | NH            | A             | A             | A             | W             | WD            | nie rozegrano | nie rozegrano | nie rozegrano | nie rozegrano | nie rozegrano | nie rozegrano | nie rozegrano | nie rozegrano | nie rozegrano | nie rozegrano | nie rozegrano | nie rozegrano | nie rozegrano | nie rozegrano | nie rozegrano | nie rozegrano | nie rozegrano | nie rozegrano | nie rozegrano | nie rozegrano | nie rozegrano | nie rozegrano | nie rozegrano | nie rozegrano | nie rozegrano | nie rozegrano | nie rozegrano | nie rozegrano | nie rozegrano | nie rozegrano | nie rozegrano | nie rozegrano | nie rozegrano | nie rozegrano | nie rozegrano | nie rozegrano | nie rozegrano | nie rozegrano | nie rozegrano | nie rozegrano |               |               |               |               |               |
| Shoot Out                       | nie rozegrano | nie rozegrano | nie rozegrano | nie rozegrano | nie rozegrano | nie rozegrano | nie rozegrano | nie rozegrano | nie rozegrano | nie rozegrano | nie rozegrano | nie rozegrano | nie rozegrano | nie rozegrano | 2R            | 1R            | 1R            | 3R            | 2R            | 3R            | rankingowy    | rankingowy    | rankingowy    | rankingowy    | rankingowy    | rankingowy    | rankingowy    | rankingowy    | rankingowy    | rankingowy    | rankingowy    | rankingowy    | rankingowy    | rankingowy    | rankingowy    | rankingowy    | rankingowy    | rankingowy    | rankingowy    | rankingowy    | rankingowy    | rankingowy    | rankingowy    | rankingowy    | rankingowy    | rankingowy    | rankingowy    | rankingowy    | rankingowy    | rankingowy    | rankingowy    | rankingowy    | rankingowy    | rankingowy    | rankingowy    | rankingowy    | rankingowy    | rankingowy    | rankingowy    | rankingowy    |               |               |               |               |               |
| China Championship              | nie rozegrano | nie rozegrano | nie rozegrano | nie rozegrano | nie rozegrano | nie rozegrano | nie rozegrano | nie rozegrano | nie rozegrano | nie rozegrano | nie rozegrano | nie rozegrano | nie rozegrano | nie rozegrano | nie rozegrano | nie rozegrano | nie rozegrano | nie rozegrano | nie rozegrano | nie rozegrano | QF            | rankingowy    | rankingowy    | rankingowy    | rankingowy    | nie rozegrano | nie rozegrano | nie rozegrano | nie rozegrano | nie rozegrano | nie rozegrano | nie rozegrano | nie rozegrano | nie rozegrano | nie rozegrano | nie rozegrano | nie rozegrano | nie rozegrano | nie rozegrano | nie rozegrano | nie rozegrano | nie rozegrano | nie rozegrano | nie rozegrano | nie rozegrano | nie rozegrano | nie rozegrano | nie rozegrano | nie rozegrano | nie rozegrano | nie rozegrano | nie rozegrano | nie rozegrano | nie rozegrano | nie rozegrano | nie rozegrano | nie rozegrano | nie rozegrano | nie rozegrano | nie rozegrano | nie rozegrano | nie rozegrano | nie rozegrano | nie rozegrano | nie rozegrano |
| Romanian Masters                | nie rozegrano | nie rozegrano | nie rozegrano | nie rozegrano | nie rozegrano | nie rozegrano | nie rozegrano | nie rozegrano | nie rozegrano | nie rozegrano | nie rozegrano | nie rozegrano | nie rozegrano | nie rozegrano | nie rozegrano | nie rozegrano | nie rozegrano | nie rozegrano | nie rozegrano | nie rozegrano | nie rozegrano | SF            | nie rozegrano | nie rozegrano | nie rozegrano | nie rozegrano | nie rozegrano | nie rozegrano | nie rozegrano | nie rozegrano | nie rozegrano | nie rozegrano | nie rozegrano | nie rozegrano | nie rozegrano | nie rozegrano | nie rozegrano | nie rozegrano | nie rozegrano | nie rozegrano | nie rozegrano | nie rozegrano | nie rozegrano | nie rozegrano | nie rozegrano | nie rozegrano | nie rozegrano | nie rozegrano | nie rozegrano | nie rozegrano | nie rozegrano | nie rozegrano | nie rozegrano | nie rozegrano | nie rozegrano | nie rozegrano | nie rozegrano | nie rozegrano | nie rozegrano | nie rozegrano | nie rozegrano | nie rozegrano |               |               |               |
| Six-red World Championship      | nie rozegrano | nie rozegrano | nie rozegrano | nie rozegrano | nie rozegrano | nie rozegrano | nie rozegrano | nie rozegrano | nie rozegrano | nie rozegrano | nie rozegrano | nie rozegrano | A             | A             | A             | NH            | A             | A             | A             | A             | A             | A             | A             | QF            | QF            | nie rozegrano | nie rozegrano | WD            | nie rozegrano | nie rozegrano | nie rozegrano |               |               |               |               |               |               |               |               |               |               |               |               |               |               |               |               |               |               |               |               |               |               |               |               |               |               |               |               |               |               |               |               |               |               |

1. ↑  Od sezonu 2010/11 pokazuje ranking na początku sezonu.
2. 1 2  Nowi gracze w Tourze nie mają rankingu
3. ↑  Był amatorem

| Legenda tabeli wyników              | Legenda tabeli wyników       | Legenda tabeli wyników                     | Legenda tabeli wyników                                                              | Legenda tabeli wyników                     | Legenda tabeli wyników                     |
| ----------------------------------- | ---------------------------- | ------------------------------------------ | ----------------------------------------------------------------------------------- | ------------------------------------------ | ------------------------------------------ |
| LQ                                  | odpadnięcie w kwalifikacjach | #R                                         | odpadnięcie we wczesnej fazie turnieju (WR = runda dzikich kart, RR = faza grupowa) | QF                                         | przegrana w ćwierćfinale                   |
| SF                                  | przegrana w półfinale        | F                                          | przegrana w finale                                                                  | W                                          | zwycięstwo                                 |
| DNQ                                 | nie zakwalifikował/a się     | A                                          | nie brał/a udziału                                                                  | WD                                         | zrezygnował/a w trakcie turnieju           |
| Legenda oznaczeń w tabelach wyników |                              |                                            |                                                                                     |                                            |                                            |
| NH / Nie roz.                       | NH / Nie roz.                | Turniej nie odbył się.                     | Turniej nie odbył się.                                                              | Turniej nie odbył się.                     | Turniej nie odbył się.                     |
| NR / Nie-rank.                      | NR / Nie-rank.               | Turniej nie był zaliczany jako rankingowy. | Turniej nie był zaliczany jako rankingowy.                                          | Turniej nie był zaliczany jako rankingowy. | Turniej nie był zaliczany jako rankingowy. |
| R / Rank.                           | R / Rank.                    | Turniej był zaliczany jako rankingowy.     | Turniej był zaliczany jako rankingowy.                                              | Turniej był zaliczany jako rankingowy.     | Turniej był zaliczany jako rankingowy.     |
| MR / Minor-Rank.                    | MR / Minor-Rank.             | Turniej był zaliczany jako minor ranking.  | Turniej był zaliczany jako minor ranking.                                           | Turniej był zaliczany jako minor ranking.  | Turniej był zaliczany jako minor ranking.  |

## Finały kariery

### Finały rankingowe: 15 (6-9)
| Legend                   |
| ------------------------ |
| World Championship (0–2) |
| Inne (6–6)               |

| Osiągnięcie | Lp. | Rok  | Turniej                        | Przeciwnik w finale | Wynik       |
| Finalista   | 1.  | 2008 | World Snooker Championship     | Ronnie O’Sullivan   | 8–18        |
| Zwycięzca   | 1.  | 2009 | Welsh Open                     | Joe Swail           | 9–5         |
| Finalista   | 2.  | 2010 | Welsh Open                     | John Higgins        | 4–9         |
| Zwycięzca   | 2.  | 2010 | Shanghai Masters               | Jamie Burnett       | 10–7        |
| Finalista   | 3.  | 2012 | World Snooker Championship (2) | Ronnie O’Sullivan   | 11–18       |
| Zwycięzca   | 3.  | 2013 | German Masters                 | Marco Fu            | 9–6         |
| Zwycięzca   | 4.  | 2016 | World Open                     | Joe Perry           | 10–8        |
| Finalista   | 4.  | 2017 | German Masters                 | Anthony Hamilton    | 6–9         |
| Finalista   | 5.  | 2019 | World Grand Prix               | Judd Trump          | 6–10        |
| Finalista   | 6.  | 2021 | WST Pro Series                 | Mark Williams       | Round-Robin |
| Zwycięzca   | 5.  | 2023 | German Masters (2)             | Tom Ford            | 10–3        |
| Finalista   | 7.  | 2023 | Players Championship           | Shaun Murphy        | 4–10        |
| Finalista   | 8.  | 2023 | Wuhan Open                     | Judd Trump          | 7–10        |
| Zwycięzca   | 6.  | 2024 | Championship League            | Jackson Page        | 3–1         |
| Finalista   | 9.  | 2025 | Shanghai Masters               | Kyren Wilson        | 9-11        |

### Finały rankingowe (minor): 1 (1-0)
| Osiągnięcie | Lp. | Rok  | Turniej             | Przeciwnik w finale | Wynik |
| Zwycięzca   | 1.  | 2015 | Paul Hunter Classic | Shaun Murphy        | 4–3   |

### Finały nierankingowe: 12 (4-8)
| Legend            |
| ----------------- |
| The Masters (0–2) |
| Inne (4–6)        |

| Osiągnięcie | Lp. | Rok  | Turniej                           | Przeciwnik w finale | Wynik |
| Zwycięzca   | 1.  | 1999 | Benson and Hedges Championship    | Simon Bedford       | 9–4   |
| Finalista   | 1.  | 2002 | Scottish Masters Qualifying Event | Drew Henry          | 3–5   |
| Finalista   | 2.  | 2005 | Masters Qualifying Event          | Stuart Bingham      | 3–6   |
| Zwycięzca   | 2.  | 2008 | Huangshan Cup                     | Marco Fu            | 5–3   |
| Finalista   | 3.  | 2011 | Wuxi Classic                      | Mark Selby          | 7–9   |
| Finalista   | 4.  | 2013 | Championship League               | Martin Gould        | 2–3   |
| Zwycięzca   | 3.  | 2014 | General Cup                       | Shaun Murphy        | 7–6   |
| Finalista   | 5.  | 2017 | World Games                       | Kyren Wilson        | 1–3   |
| Finalista   | 6.  | 2020 | The Masters                       | Stuart Bingham      | 8–10  |
| Finalista   | 7.  | 2023 | Macau Masters – Event 1           | Mark Selby          | 3–6   |
| Finalista   | 8.  | 2024 | The Masters (2)                   | Ronnie O’Sullivan   | 7–10  |
| Zwycięzca   | 4.  | 2024 | Helsinki International Cup        | Kyren Wilson        | 6–3   |

## Statystyka zwycięstw

### Rankingowe
- Welsh Open – 2009
- Shanghai Masters – 2010
- German Masters – 2013, 2023
- World Open – 2016
- Championship League Snooker – 2024